# Flask
Flask es un framework minimalista escrito en Python que permite crear aplicaciones web rápidamente y con un mínimo número de líneas de código. Está basado en la especificación WSGI de Werkzeug y el motor de templates Jinja2 y tiene una licencia BSD.

## Historia
Flask fue creado por Armin Ronacher de Pocoo, un grupo internacional de entusiastas de Python formado en 2004. Según Ronacher, la idea original era una broma del Día de los Inocentes que fue lo suficientemente popular como para convertirse en una aplicación seria. El nombre es una referencia al marco anterior de Bottle.
Cuando Ronacher y Georg Brandl crearon un sistema de tablones de anuncios escrito en Python en 2004, se desarrollaron los proyectos de Pocoo Werkzeug y Jinja.
En abril de 2016, el equipo de Pocoo se disolvió y el desarrollo de Flask y bibliotecas relacionadas pasó al nuevo proyecto Pallets. Desde 2018, los datos y objetos relacionados con Flask se pueden renderizar con Bootstrap.
Flask se ha hecho popular entre los entusiastas de Python. A partir de octubre de 2020, tiene la segunda mayor cantidad de estrellas en GitHub entre los marcos de desarrollo web de Python, solo un poco detrás de Django, y fue votada como el marco web más popular en la encuesta de desarrolladores de Python para los años entre y que incluyen 2018 y 2022.

## Ejemplo
El código siguiente muestra una aplicación simple que imprime "¡Hola Mundo!":
```
from
 
flask
 
import
 
Flask

app
 
=
 
Flask
(
__name__
)

@app
.
route
(
"/"
)

def
 
holamundo
():

    
return
 
"¡Hola Mundo!"

app
.
run
(
port
=
5000
)

```